# Apothéose
Apothéose è un cortometraggio del 1903 diretto da Lucien Nonguet e Ferdinand Zecca. Ventisettesimo episodio del film La Vie et la Passion de Jésus-Christ (1903), che è composto da 27 episodi.

## Trama
Gesù è salito in cielo ricevuto dal Padre.